# Paul Kirn
Paul Kirn (* 10. Dezember 1890 in Basel; † 16. Februar 1965 in Frankfurt am Main) war ein deutscher Historiker. Von 1935 bis 1959 lehrte Kirn als Professor der Mittelalterlichen Geschichte an der Johann Wolfgang Goethe-Universität Frankfurt am Main.

## Leben und Wirken
Paul Kirn besuchte die Thomasschule zu Leipzig. Er studierte von 1911 bis 1914 Geschichte, Klassische Philologie und Germanistik unter anderem bei Gerhard Seeliger an der Eberhard Karls Universität Tübingen und Universität Leipzig. Er war seit dem Studium Mitglied der Verbindung Normannia Tübingen. Er wurde im Ersten Weltkrieg verwundet und erhielt das Eiserne Kreuz.
1920 wurde er zum Dr. phil. promoviert mit einer Arbeit über das Urkundenwesen und die Kanzlei der Mainzer Erzbischöfe im fünfzehnten Jahrhundert. Danach arbeitete er als Lehrer. Er habilitierte sich 1926 mit einer Arbeit über Friedrich den Weisen und die Kirche. An der Universität Leipzig arbeitete er zunächst als Privatdozent und wurde 1932 außerplanmäßiger Professor. Im November 1933 unterzeichnete er das Bekenntnis der Professoren an den deutschen Universitäten und Hochschulen zu Adolf Hitler. Er engagierte sich auch im „Grenzkampf“ des Saargebiets. Ab 1935 wirkte er in der Nachfolge von Ernst Kantorowicz als Professor für Mittelalterliche Geschichte an der Frankfurter Universität. Dort forschte er zur Entstehung des Nationalismus. Außerdem lehrte er Historische Hilfswissenschaften. Nach 1945 galt er als unbelastet und wirkte am Neuaufbau mit. Seine Emeritierung folgte 1959. Akademische Schüler von Kirn waren unter anderem Werner Goez, Carlrichard Brühl und Dietrich Andernacht. Kirn starb 1965 in Frankfurt.
Kirn war Mitglied der Monumenta Germaniae Historica, der Wissenschaftlichen Gesellschaft an der Johann Wolfgang Goethe-Universität Frankfurt und der Frankfurter Historischen Kommission.
Die Quellendefinition Kirns erwies sich als sehr wirkmächtig. Sie wird noch heute in aktuellen Darstellungen und Einführungen in die Geschichtswissenschaft herangezogen. Nach Kirns Definition sind Quellen „alle Texte, Gegenstände oder Tatsachen, aus denen Kenntnis der Vergangenheit gewonnen werden kann“.

## Schriften (Auswahl)
Monografien
- Einführung in die Geschichtswissenschaft (= Sammlung Göschen. Bd. 270). Bearbeitet von Joachim Leuschner. 6. Auflage. De Gruyter, Berlin u. a. 1972, ISBN 3-11-006101-5
- Friedrich der Weise und die Kirche. Seine Kirchenpolitik vor und nach Luthers Hervortreten im Jahre 1517. Dargestellt nach den Akten im Thüringischen Staatsarchiv zu Weimar (= Beiträge zur Kulturgeschichte des Mittelalters und der Renaissance. Bd. 30). Nachdruck der Ausgabe Leipzig, Berlin 1926. Hildesheim 1972, ISBN 3-8067-0128-8
- Politische Geschichte der deutschen Grenzen. 4. verbesserte Auflage. Bibliographisches Institut Mannheim 1958.
- Aus der Frühzeit des Nationalgefühls. Studien zur deutschen und französischen Geschichte sowie zu den Nationalitätenkämpfen auf den Britischen Inseln. Koehler & Amelang, Leipzig 1943.
- Das Urkundenwesen und die Kanzlei der Mainzer Erzbischöfe im fünfzehnten Jahrhundert. Winter, Heidelberg 1929.

Herausgeberschaften
- Thomas Müntzers Briefwechsel. Auf Grund der Handschriften und ältesten Vorlagen. Hrsg. von Heinrich Böhmer und Paul Kirn. Leipzig, Berlin 1931 (= Schriften der Sächsischen Kommission für Geschichte).
- Staat und Persönlichkeit. Erich Brandenburg zum 60. Geburtstag. Dargebracht von Alfred Doren, Paul Kirn, Johannes Kühn u. a. Leipzig 1928.